# Helgo Meyer-Hamme
Helgo Meyer-Hamme (* 1942 in Helmstedt) ist ein deutscher Mediziner.

## Werdegang
Meyer-Hamme promovierte 1970 an der Universität Hamburg und eröffnete 1972 eine eigene Praxis in Hamburg, die er bis Januar 2008 führte.

### Einsatz gegen Kinderarbeit
Von 1990 an arbeitete er mehrere Male wochenweise für das Komitee Ärzte für die Dritte Welt in Kalkutta. Dabei begegnete er immer wieder dem Problem der Kinderarbeit und den daraus resultierenden gesundheitlichen Folgen. 1994 begann er ein eigenes Projekt, das sich den Kinderarbeitern in Kalkutta annimmt. Dafür gründete er 1995 die Hilfsorganisation H.E.L.G.O. e. V. (Help for Education and Life Guide Organisation). Der Verein lässt Familien einen Lohnausgleich in Form von Lebensmitteln und anderen Dingen des täglichen Bedarfs zukommen, damit die Kinder eine öffentliche Schule besuchen könne. Danach bekommen sie bei dem Verein eine warme Mahlzeit und Nachhilfeunterricht.
Anfangs fand der Unterricht in Kalkutta unter ärmlichsten Bedingungen in Treppenhäusern oder kleinen Hütten in den Stadtteilen Tikiapara, Buxarah und Liluah statt. 1997 wurde die erste Wohnung für den Unterricht angemietet und in Liluah eine kleine Ambulanz eingerichtet. Mit dem Kauf zweier weiterer Wohnungen entstand in Tikiapara das Zentrum des Projektes. Es wurden zwei einfache Internate gegründet. In Zusammenarbeit mit dem Berufsausbildungszentrum des Don-Bosco-Ordens können die Kinder nach dem Schulabschluss eine Berufsausbildung beginnen.
Derzeit werden etwa 200 Kinder durch H.E.L.G.O. intensiv betreut, weitere 1800 Kinder aus armen Familien erhalten eine Schulausbildung.

### Weitere Tätigkeiten
In Hamburg ist er seit 2008 für das Projekt Malteser Migranten Medizin Hamburg als Arzt tätig, eine Anlaufstelle des Malteserordens im Marienkrankenhaus für Migranten.

## Ehrungen
- 2011: Verdienstkreuz am Bande der Bundesrepublik Deutschland[1]